# Mistrzostwa Świata w Lekkoatletyce 2005 – rzut oszczepem mężczyzn

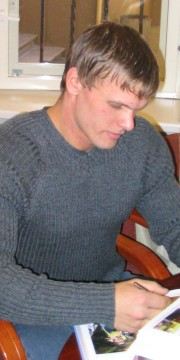
Mistrz świata Estończyk Andrus Värnik

Rzut oszczepem mężczyzn – jedna z konkurencji rozegranych podczas 10. Mistrzostw Świata w Lekkoatletyce w roku 2005 na stadionie olimpijskim w Helsinkach
Eliminacje rzutu oszczepem rozegrano we wtorek 9 sierpnia: grupa A rozpoczęła rywalizację o 11:45, a grupa B o 13:20. Finał konkurencji odbył się dzień później o godzinie 20:20. Konkurs wygrał reprezentant Estonii Andrus Värnik zdobywając  pierwszy w historii startów Estonii na lekkoatletycznych mistrzostwach świata złoty medal.

## Rekordy
Tabela przedstawia najlepsze w historii wyniki uzyskane na poszczególnych kontynentach oraz podczas mistrzostw świata według stanu przed zawodami.
| Rekord świata              | Jan Železný (CZE)        | 98,48 m | Jena, Niemcy                  | 25.05.1996 |
| Rekord mistrzostw świata   | Jan Železný (CZE)        | 92,80 m | Edmonton, Kanada              | 12.08.2001 |
| Rekord Afryki              | Marius Corbett (RSA)     | 88,75 m | Kuala Lumpur, Malezja         | 21.09.1998 |
| Rekord Ameryki Południowej | Edgar Baumann (PAR)      | 84,70 m | San Marcos, Stany Zjednoczone | 17.10.1999 |
| Rekord Azji                | Kazuhiro Mizoguchi (JPN) | 87,60 m | San Jose, Stany Zjednoczone   | 27.05.1989 |
| Rekord Europy              | Jan Železný (CZE)        | 98,48 m | Jena, Niemcy                  | 25.05.1996 |
| Rekord Oceanii             | Gavin Lovegrove (NZL)    | 88,20 m | Oslo, Norwegia                | 05.07.1996 |

## Eliminacje
Do zawodów przystąpiło 31 oszczepników. Sportowcy w rundzie eliminacyjnej zostali podzieleni na 2 grupy. Aby dostać się do finału, w którym startowało 12 zawodników, należało rzucić co najmniej 81,00 m (Q). W przypadku gdyby rezultat ten osiągnęła mniejsza liczba oszczepników lub gdyby żaden ze startujących nie uzyskał minimum, kryterium awansu były najlepsze wyniki uzyskane przez startujących (q). Sportowców podzielono na dwie grupy kwalifikacyjne: A i B.
| * wyniki podawane w metrach |

### Grupa A
| Poz. | Imię i nazwisko        | 1     | 2     | 3     | Rezultat | Uwagi |
| ---- | ---------------------- | ----- | ----- | ----- | -------- | ----- |
| 1    | Siergiej Makarow       | 85,08 | –     | –     | 85,08    | Q     |
| 2    | Andreas Thorkildsen    | 81,45 | –     | –     | 81,45    | Q     |
| 3    | Aki Parviainen         | 79,48 | X     | –     | 79,48    | q     |
| 4    | Ēriks Rags             | 78,79 | X     | X     | 78,79    | q     |
| 5    | Guillermo Martínez     | 75,28 | 78,37 | X     | 78,37    | q     |
| 6    | Mark Frank             | 76,76 | 73,08 | 77,87 | 77,87    | q     |
| 7    | Tomas Intas            | 77,08 | X     | X     | 77,08    | q     |
| 8    | Nick Nieland           | 74,61 | 76,62 | 76,71 | 76,71    |       |
| 9    | Stefan Müller          | 76,30 | 71,54 | 69,93 | 76,30    |       |
| 10   | Marián Bokor           | 74,27 | 74,70 | 74,81 | 74,81    |       |
| 11   | Firas Zaal Al-Mohammed | 72,63 | X     | X     | 72,63    |       |
| 12   | Gergely Horváth        | 67,04 | 72,33 | 71,81 | 72,33    |       |
| 13   | Francesco Pignata      | 71,13 | 72,17 | 66,96 | 72,17    |       |
| 14   | Gabriel Wallin         | 68,72 | 63,50 | 72,04 | 72,04    |       |
| 15   | Ołeh Stacenko          | X     | X     | 64,44 | 64,44    |       |
| 16   | Shaka Sola             | 38,31 | 41,18 | –     | 41,18    |       |

### Grupa B
| Poz. | Imię i nazwisko    | 1     | 2     | 3     | Rezultat | Uwagi |
| ---- | ------------------ | ----- | ----- | ----- | -------- | ----- |
| 1    | Tero Pitkämäki     | 82,21 | –     | –     | 82,21    | Q     |
| 2    | Andrus Värnik      | 74,83 | X     | 80,97 | 80,97    | q     |
| 3    | Ainārs Kovals      | X     | 80,80 | 78,05 | 80,80    | q     |
| 4    | Aleksandr Iwanow   | 79,65 | 76,00 | –     | 79,65    | q     |
| 5    | Scott Russell      | 79,45 | 77,11 | X     | 79,45    | q     |
| 6    | Christian Nicolay  | 76,68 | X     | 72,35 | 76,68    |       |
| 7    | Vadims Vasiļevskis | 75,76 | X     | 76,16 | 76,16    |       |
| 8    | Lohan Rautenbach   | X     | 75,94 | X     | 75,94    |       |
| 9    | Li Rongxiang       | 74,95 | X     | X     | 74,95    |       |
| 10   | Esko Mikkola       | 71,87 | 72,54 | 71,50 | 72,54    |       |
| 11   | John Hetzendorf    | X     | 70,16 | 70,49 | 70,49    |       |
| 12   | Ronny Nilsen       | 70,07 | –     | –     | 70,07    |       |
| 13   | Yukifumi Murakami  | X     | 67,84 | 68,31 | 68,31    |       |
| 14   | Vadim Bavikin      | 66,03 | 66,74 | X     | 66,74    |       |
| 15   | Dejan Angełowski   | 56,66 | 58,23 | 55,83 | 58,23    |       |

## Finał
Poniższa tabela prezentuje wyniki finałowego konkursu rzutu oszczepem, który odbył się na stadionie w Helsinkach 10 sierpnia 2005 roku.
| Poz. | Imię i nazwisko     | 1     | 2     | 3     | 4     | 5     | 6     | Rezultat |
| ---- | ------------------- | ----- | ----- | ----- | ----- | ----- | ----- | -------- |
| 1    | Andrus Värnik       | 79,06 | X     | 76,47 | 87,17 | 85,29 | X     | 87,17    |
| 2    | Andreas Thorkildsen | 78,36 | 81,52 | 83,41 | 85,71 | 86,18 | X     | 86,18    |
| 3    | Siergiej Makarow    | 80,77 | 83,30 | 79,95 | 83,48 | 82,55 | 83,54 | 83,54    |
| 4    | Tero Pitkämäki      | 75,44 | X     | 79,64 | 81,27 | X     | X     | 81,27    |
| 5    | Aleksandr Iwanow    | 77,93 | 79,14 | X     | X     | X     | 77,12 | 79,14    |
| 6    | Ēriks Rags          | 73,12 | 78,77 | X     | X     | X     | 77,34 | 78,77    |
| 7    | Ainārs Kovals       | 74,05 | X     | 77,61 | X     | X     | X     | 77,61    |
| 8    | Mark Frank          | 75,82 | 73,19 | 71,17 | X     | 77,56 | X     | 77,56    |
| 9    | Aki Parviainen      | 74,86 | 70,88 | X     |       |       |       | 74,86    |
| 10   | Guillermo Martínez  | 72,68 | 69,42 | X     |       |       |       | 72,68    |
| 11   | Tomas Intas         | X     | X     | 70,11 |       |       |       | 70,11    |
| 12   | Scott Russell       | 62,33 | X     | 68,59 |       |       |       | 68,59    |